# Webcast
Webcast – produkcja, transmisja i dostarczanie prezentacji zawierających wideo, dźwięk oraz tekst poprzez przeglądarkę internetową. Odbiór  nadawanej transmisji odbywa się w czasie rzeczywistym, czyli w skrócie „na żywo”. W przeciwieństwie do konwencjonalnego sposobu nadawania, który jest tylko jednokierunkowy, webcasting pozwala widowni, zaproszonym uczestnikom,  współdziałać z twórcą i kształtować to, co jest dostarczane. Najprostsza forma nadawania przez sieć www wykorzystuje strumień danych medialnych (fonia, wizja i tekst), którego treść określa moderator transmisji.
Zaletą tej technologii jest możliwość dotarcia z przekazem (prezentacją) do dużej grupy słuchaczy, w wielu przypadkach znajdujących się w wielu odległych geograficznie miejscach, przy stosunkowo niewielkich kosztach. Wykorzystanie interaktywności pozwala również na przekazywanie informacji zwrotnej od publiczności (np. w formie pytań, głosowania).
Z technicznego punktu widzenia przesyłanie strumienia danych (streaming) jest relatywnie nową technologią w Internecie. We wczesnych fazach Internetu całe pliki fonii i wizji były ładowane na dysk konsumenta, zanim były odegrane przez jego komputer. Dlatego użytkownik musiał czekać, dopóki cały plik nie zostanie poprawnie załadowany na twardy dysk. Można wnioskować, że technika „najpierw załaduj, a potem odtwarzaj” może być odpowiednia dla programów stanowiących krótkie klipy, ale nie dla słuchających radia na żywo lub oglądających materiały wideo. Webcast znosi te ograniczenia. Technologia przesyłania strumieniowego pozwala na natychmiastowe odtwarzanie. Nie ma więc zbędnego czekania, aż żądany materiał najpierw w całości znajdzie się na naszym komputerze. Każdą transmisję można oglądać wielokrotnie, ponieważ to serwer spełnia funkcję magnetowidu/nagrywarki i zapisuje cały materiał, aby udostępnić go później na życzenie.
Aby wykonać nadawanie przez Internet, oryginalny obraz z kamery powinien zostać przetworzony w strumień audiowizualny przeznaczony dla sieci Internet. Nie jest to prosty proces i wymaga wielu ważnych kroków programowych i technologicznych:
- Przechwycenie – proces umożliwiający wybranie programu przeznaczonego do transmisji przez sieć. Program może być oryginalnie przygotowany dla sieci Internet lub może być adaptacją istniejących programów radiowych i telewizyjnych.
- Edycja – etap pozwalający na edycję wybranego materiału tak, by prezentacja, którą odbiera konsument, zawierała treści zgodne z intencjami nadawcy. Etap ten wykorzystuje narzędzia do publikowania w sieci i autoryzacji przekazów.
- Kodowanie – zastosowanie odpowiedniego schematu kompresji i technologii przesyłania strumieniowego po to, by możliwa była konwersja zdarzenia na formaty, które mogłyby być przesłane strumieniowo przez Internet.
- Dostarczanie – zakodowany plik musi zostać umieszczony w specjalnym serwerze strumieniowym, aby mógł być wysyłany do użytkownika lub pobrany przez niego.

Metoda push („przez wypchnięcie”) jest nadawaniem w czasie rzeczywistym jednocześnie wizji i fonii przez  łącza do użytkowników Internetu w analogiczny sposób jak przy nadawaniu konwencjonalnym za pomocą nadajników naziemnych, kabli czy łączy satelitarnych.
Metoda pull („przez wyciąganie”) jest transmisją ze stacji sieciowej klipów fonia/wizja. Uprzednio przygotowane klipy są pobierane na życzenie użytkownika ze specjalnego serwera strumieniowego. Programy te są zwykle kodowane i przechowywane na przeznaczonym do tego serwerze.